# Samer Tariq Issawi
Samer Tariq Issawi (Issawiyeh, 16 de diciembre de 1979) es un activista palestino que cobró una gran resonancia política y mediática a causa de la huelga de hambre que mantuvo durante 287 días (entre agosto de 2012 y abril de 2013). El 23 de diciembre de 2013 fue liberado de la cárcel israelí donde estaba preso, convertido en un «icono de la lucha [palestina] contra la ocupación».

## Biografía
Samer Tariq Issawi, nació el 16 de diciembre de 1979 en Issawiyeh (al nordeste de Jerusalén), es miembro del Frente Popular para la Liberación de Palestina. El 15 de abril de 2002 Samer fue capturado por el ejército israelí en Ramallah, durante la invasión de varias ciudades del Sector Occidental, intrusión bautizada por Israel Operación Escudo Defensivo.
Samer fue sentenciado a treinta años de prisión por los cargos de detención de armas y formación de grupos militares en Jerusalén. Cerca de 10 años más tarde, en octubre de 2011, fue liberado junto a otros 1027 prisioneros palestinos como resultado de un acuerdo, propiciado por Egipto, entre Hamás y el gobierno israelí para el retorno de Gilad Shalit (soldado israelí detenido por Hamás).
Sin embargo, el 7 de julio de 2012 Samer fue arrestado de nuevo cerca del pueblo de Hizma, un área que pertenece al municipio de Jerusalén, sin que se formulasen cargos en su contra, y sin ningún tipo de proceso en su contra. Una protesta en apoyo a Issawi, organizada por la activista palestina Hala Numan, tuvo lugar el 7 de enero de 2013 en Washington D. C..
El 29 de julio de 2012 inició una huelga de hambre protestando por su detención administrativa, y exigiendo al gobierno israelí su inmediata liberación.
Mahmoud Abbas, presidente de la Autoridad Palestina, le envió una carta al Secretario General de la ONU Ban Ki-moon e inició, el 13 de febrero de este año, una campaña de comunicación para dar a conocer las condiciones de detención de Issawi y otros tres prisioneros de Israel que iniciaron una huelga de hambre en protesta por el hecho de estar detenidos sin cargos.
EL 22 de abril de 2013 se anunció que Samer terminaría su huelga de hambre. Se alcanzó un acuerdo en el que Samer pasaría ocho meses en prisión por violar los términos de su fianza, tras los que sería liberado en Jerusalén.